# Намхе Чхачхаун
Намхе Чхачхаун (кор. 남해 차차웅, 南解 次次雄, Namhae Chachaung, Namhae Ch'ach'aung; 50 до н. е. — 24 н. е.) — корейський правитель, другий володар держави Сілла періоду Трьох держав.

## Правління
Був старшим сином і спадкоємцем засновника держави, вана Пак Хьоккосе.
4 року, одразу ж після сходження Намхе на престол, столицю Сілли, місто Кьонджу, оточили китайські війська, втім загрозу вдалось відбити.
6 року Намхе збудував гробницю свого батька.
14 року до Сілли вторглись Ва, які числом понад 100 суден здійснили напад на приморські регіони. Поки війська Сілли давали відсіч японцям, до столиці знову підступили китайці. Однак, відповідно до переказів, китайських вояків налякав метеорний дощ, і вони відступили.
18 року Кьонджу спіткали посуха й голод через нашестя сарани. Ван наказав відчинити сховища й роздавати людям зерно.
Помер Намхе 24 року. Після смерті батька трон успадкував його син, Юрі.